# Badminton nos Jogos Olímpicos de Verão de 2016
As competições de badminton nos Jogos Olímpicos de Verão de 2016 foram realizadas entre  11 e 20 de agosto no Pavilhão 4 do Riocentro.
Um total de 172 jogadores competiram nos cinco eventos: simples masculino e feminino, duplas masculinas e femininas e duplas mistas.

## Calendário
| G | Fase de grupos | O | Oitavas de final | ¼ | Quartas de final | ½ | Semifinais | F | Finais/Medalhas |

| Data →            | Qui 11 | Qui 11 | Qui 11 | Sex 12 | Sex 12 | Sex 12 | Sab 13 | Sab 13 | Sab 13 | Dom 14 | Dom 14 | Dom 14 | Seg 15 | Seg 15 | Ter 16 | Ter 16 | Qua 17 | Qua 17 | Qui 18 | Qui 18 | Sex 19 | Sex 19 | Sab 20 | Sab 20 |
| Competição ↓      | M      | T      | N      | M      | T      | N      | M      | T      | N      | M      | T      | N      | M      | N      | M      | N      | M      | N      | M      | N      | M      | N      | M      | N      |
| ----------------- | ------ | ------ | ------ | ------ | ------ | ------ | ------ | ------ | ------ | ------ | ------ | ------ | ------ | ------ | ------ | ------ | ------ | ------ | ------ | ------ | ------ | ------ | ------ | ------ |
| Simples masculino | G      | G      | G      | G      | G      | G      | G      | G      | G      | G      | G      |        | O      | O      |        |        | ¼      |        |        |        | ½      |        | F      |        |
| Duplas masculinas | G      | G      | G      | G      | G      | G      | G      | G      | G      |        |        |        | ¼      |        | ½      |        |        |        | F      |        | F      |        |        |        |
| Simples feminino  | G      | G      | G      | G      | G      | G      | G      | G      | G      | G      | G      | G      |        | O      |        | ¼      |        |        | ½      |        | F      |        |        |        |
| Duplas femininas  | G      | G      | G      | G      | G      | G      | G      | G      | G      |        |        |        | ¼      |        | ½      |        |        |        | F      |        |        |        |        |        |
| Duplas mistas     | G      | G      | G      | G      | G      | G      | G      | G      |        |        |        | ¼      |        | ½      |        | F      | F      |        |        |        |        |        |        |        |

## Medalhistas
Masculino
No individual masculino, Chen Long (China) ganhou ao malaio Lee Chong Wei na final e foi ouro, enquanto Viktor Axelsen, da Dinamarca, ficou com o bronze ao superar o chinês Lin Dan. Em duplas, a equipa chinesa conquistou o ouro depois de ganhar à Malásia na final, enquanto o bronze ficou para a equipa da Grã-Bretanha.
| Evento           | Ouro                           | Prata                                | Bronze                                        |
| ---------------- | ------------------------------ | ------------------------------------ | --------------------------------------------- |
| Simples detalhes | Chen Long CHN China            | Lee Chong Wei MAS Malásia            | Viktor Axelsen DEN Dinamarca                  |
| Duplas detalhes  | Fu Haifeng Zhang Nan CHN China | Goh V Shem Tan Wee Kiong MAS Malásia | Marcus Ellis Chris Langridge GBR Grã-Bretanha |

Feminino
Em simples, Carolina Marín foi medalha de ouro pela Espanha ao superar P. V. Sindhu (Índia) na final, enquanto Nozomi Okuhara ficou com o bronze pelo Japão depois da desistência devido a lesão de Li Xuerui (China) do encontro da disputa por essa medalha. Nas duplas, o Japão venceu o ouro ao superar a Dinamarca, enquanto a Coreia do Sul levou a melhor na luta pelo bronze frente à dupla chinesa.
| Evento           | Ouro                                       | Prata                                                 | Bronze                                           |
| ---------------- | ------------------------------------------ | ----------------------------------------------------- | ------------------------------------------------ |
| Simples detalhes | Carolina Marín ESP Espanha                 | P.V. Sindhu IND Índia                                 | Nozomi Okuhara JPN Japão                         |
| Duplas detalhes  | Misaki Matsutomo Ayaka Takahashi JPN Japão | Christinna Pedersen Kamilla Rytter Juhl DEN Dinamarca | Jung Kyung-eun Shin Seung-chan KOR Coreia do Sul |

Misto
O pódio foi totalmente asiático, com o ouro conquistado pela dupla da Indonésia, que derrotou o duo malaio. A equipe chinesa ficou com o bronze.
| Evento          | Ouro                                        | Prata                                   | Bronze                          |
| --------------- | ------------------------------------------- | --------------------------------------- | ------------------------------- |
| Duplas detalhes | Tontowi Ahmad Liliyana Natsir INA Indonésia | Chan Peng Soon Goh Liu Ying MAS Malásia | Zhang Nan Zhao Yunlei CHN China |

## Quadro de medalhas

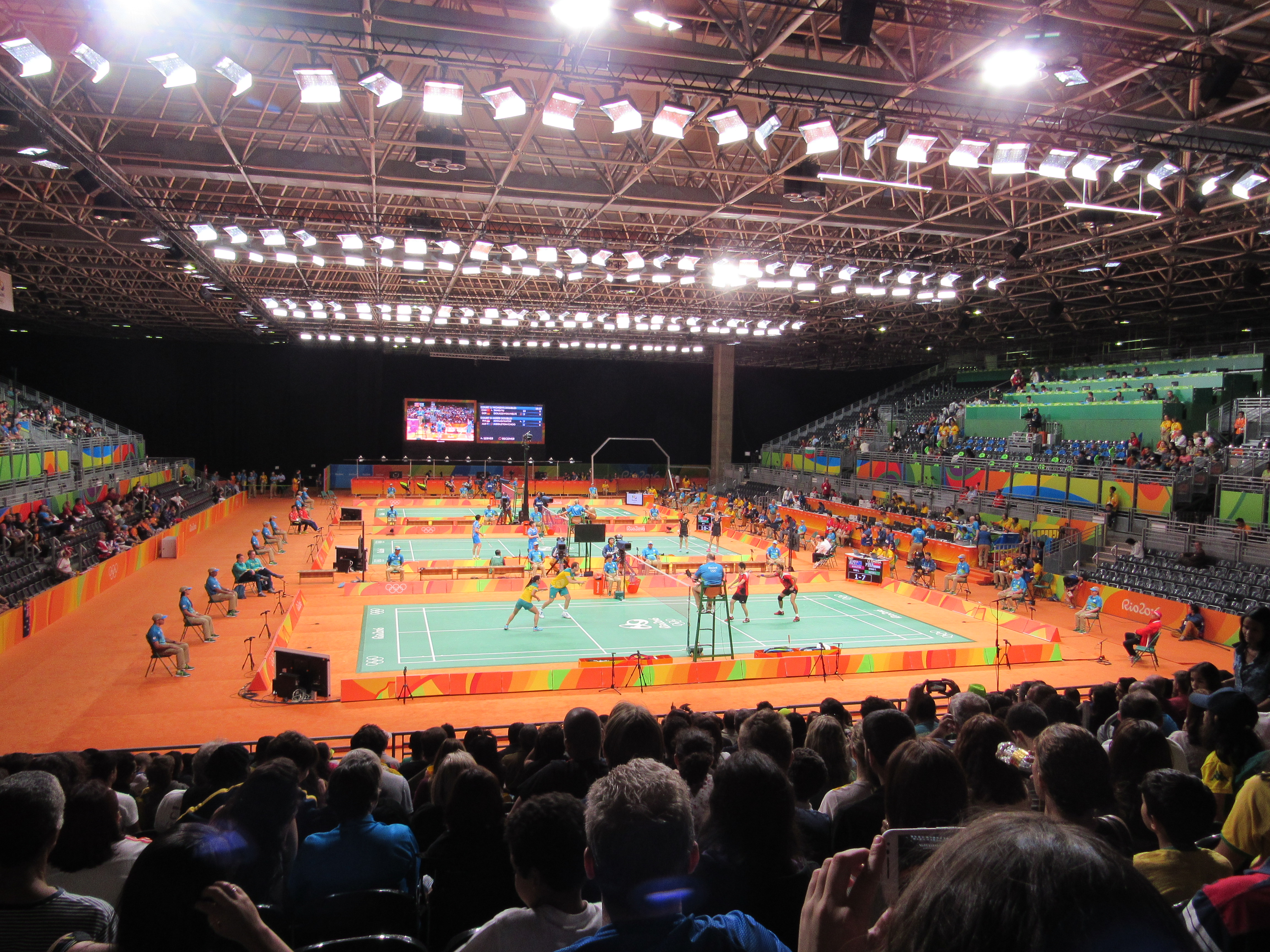
Quadras de badminton no pavilhão 4 do Riocentro.

| Ordem | País              | Medalha de ouro | Medalha de prata | Medalha de bronze |    | Ordem por total |
| ----- | ----------------- | --------------- | ---------------- | ----------------- | -- | --------------- |
| 1     | CHN China         | 2               |                  | 1                 | 3  | 1               |
| 2     | JPN Japão         | 1               |                  | 1                 | 2  | 3               |
| 3     | ESP Espanha       | 1               |                  |                   | 1  | 5               |
|       | INA Indonésia     | 1               |                  |                   | 1  | 5               |
| 5     | MAS Malásia       |                 | 3                |                   | 3  | 1               |
| 6     | DEN Dinamarca     |                 | 1                | 1                 | 2  | 3               |
| 7     | IND Índia         |                 | 1                |                   | 1  | 5               |
| 8     | KOR Coreia do Sul |                 |                  | 1                 | 1  | 5               |
|       | GBR Grã-Bretanha  |                 |                  | 1                 | 1  | 5               |
| TOTAL | TOTAL             | 5               | 5                | 5                 | 15 | —               |